# Андрес Шнейтер
Андрес Шнейтер (ісп. Andrés Schneiter; нар. 8 квітня 1976) — колишній аргентинський тенісист.
Найвищу одиночну позицію світового рейтингу — 219 місце досяг 21 вересня 1998, парну — 62 місце — 31 березня 2003 року.
Здобув 2 парні титули.
Найвищим досягненням на турнірах Великого шолома було 3 коло в парному розряді.
Завершив кар'єру 2004 року.

## Фінали турнірів ATP за кар'єру

### Парний розряд: 3 (2–1)
| Легенда (парний розряд)         |
| ------------------------------- |
| Великий Шлем (0–0)              |
| Фінали Світового туру ATP (0–0) |
| Серія Мастерс ATP (0–0)         |
| Серія турнірів ATP (0–0)        |
| Світова серія ATP (2–1)         |

| Фінали за покриттям |
| ------------------- |
| Тверде (0–0)        |
| Ґрунт (2–1)         |
| Трава (0–0)         |
| Килим (0–0)         |

| Фінали за типом корту |
| --------------------- |
| Відкритий (2–1)       |
| Закритий (0–0)        |

| Результат | В-П | Дата     | Турнір                                          | Рівень        | Покриття | Партнер                 | Суперники                          | Рахунок       |
| --------- | --- | -------- | ----------------------------------------------- | ------------- | -------- | ----------------------- | ---------------------------------- | ------------- |
| Перемога  | 1–0 | Лип 2000 | Амстердам, Нідерланди                           | Світова серія | Ґрунт    | Серхіо Ройтман          | Едвін Кемпес Денніс ван Схеппінген | 4–6, 6–4, 6–1 |
| Перемога  | 2–0 | Лип 2001 | Відкритий чемпіонат Хорватії з тенісу, Хорватія | Світова серія | Ґрунт    | Серхіо Ройтман          | Іван Любичич Ловро Зовко           | 6–2, 7–5      |
| Поразка   | 2–1 | Вер 2002 | Бухарест, Румунія                               | Світова серія | Ґрунт    | Еміліо Бенфеле Альварес | Єнс Кніппшильд Петер Нюборґ        | 3–6, 3–6      |

## Фінали ATP Челленджер і ITF Ф'ючерс

### Одиночний розряд: 4 (4–0)
| Легенда              |
| -------------------- |
| ATP Челленджер (0–0) |
| ITF Ф'ючерс (4–0)    |

| Фінали за покриттям |
| ------------------- |
| Тверде (0–0)        |
| Ґрунт (4–0)         |
| Трава (0–0)         |
| Килим (0–0)         |

| Результат | В-П | Дата     | Турнір                 | Рівень  | Покриття | Суперник                | Рахунок       |
| --------- | --- | -------- | ---------------------- | ------- | -------- | ----------------------- | ------------- |
| Перемога  | 1–0 | Чер 1998 | Польща F1, Краків      | Ф'ючерс | Ґрунт    | Бартоломей Домбровський | 7–5, 6–4      |
| Перемога  | 2–0 | Лип 1998 | Німеччина F12, Кассель | Ф'ючерс | Ґрунт    | Стефано Коболлі         | 6–0, 4–6, 6–4 |
| Перемога  | 3–0 | Лип 1998 | Іспанія F1, Albufereta | Ф'ючерс | Ґрунт    | Хуан Хінер              | 6–3, 6–0      |
| Перемога  | 4–0 | Вер 1999 | Іспанія F9, Ов'єдо     | Ф'ючерс | Ґрунт    | Хав'єр Гарсія-Сінтес    | 6–3, 6–1      |

### Парний розряд: 29 (14–15)
| Легенда               |
| --------------------- |
| ATP Челленджер (10–8) |
| ITF Ф'ючерс (4–7)     |

| Фінали за покриттям |
| ------------------- |
| Тверде (0–0)        |
| Ґрунт (14–15)       |
| Трава (0–0)         |
| Килим (0–0)         |

| Результат | В-П   | Дата     | Турнір                                   | Рівень     | Покриття | Партнер            | Суперники                                      | Рахунок            |
| --------- | ----- | -------- | ---------------------------------------- | ---------- | -------- | ------------------ | ---------------------------------------------- | ------------------ |
| Поразка   | 0–1   | Чер 1998 | Італія F9, Вальденго                     | Ф'ючерс    | Ґрунт    | Фабіо Массетта     | Ніколя Кішкевіц Гійом Маркс                    | 1–6, 2–6           |
| Перемога  | 1–1   | Вер 1998 | Санта-Крус-де-ла-Сьєрра, Болівія         | Челленджер | Ґрунт    | Марсело Чарпентьєр | Кеплер Орельяна Джимі Шиманскі                 | 6–2, 6–1           |
| Поразка   | 1–2   | Тра 1999 | Аргентина F2, Кордова (місто, Аргентина) | Ф'ючерс    | Ґрунт    | Марсело Чарпентьєр | Гільєрмо Кор'я Давід Налбандян                 | 1–6, 0–6           |
| Поразка   | 1–3   | Тра 1999 | Аргентина F3, Кордова (місто, Аргентина) | Ф'ючерс    | Ґрунт    | Марсело Чарпентьєр | Ігнасіо Гонсалес-Кінг Алешандре Сімоні         | 5–7, 2–6           |
| Поразка   | 1–4   | Тра 1999 | Німеччина F2, Швабський Галль            | Ф'ючерс    | Ґрунт    | Рікарду Шлахтер    | Олег Огородов Володимир Волчков                | 3–6, 6–4, 6–7      |
| Перемога  | 2–4   | Сер 1999 | Іспанія F7, Ірун                         | Ф'ючерс    | Ґрунт    | Марсело Вовк       | Жюльєн Жанп'єр Карлос Мартінес-Комет           | 7–6, 7–5           |
| Поразка   | 2–5   | Лис 1999 | Аргентина F4, Росаріо                    | Ф'ючерс    | Ґрунт    | Енцо Артоні        | Гільєрмо Кор'я Давід Налбандян                 | 1–6, 7–6, 4–6      |
| Поразка   | 2–6   | Лис 1999 | Аргентина F5, Ланус                      | Ф'ючерс    | Ґрунт    | Енцо Артоні        | Маркуш Даніел Рікарду Шлахтер                  | 6–7, 7–6, 3–6      |
| Перемога  | 3–6   | Лис 1999 | Чилі F4, Сантьяго                        | Ф'ючерс    | Ґрунт    | Енцо Артоні        | Ермес Гамональ Леандру Роза                    | 7–6, 6–4           |
| Перемога  | 4–6   | Бер 2000 | Аргентина F1, Мендоса (Аргентина)        | Ф'ючерс    | Ґрунт    | Енцо Артоні        | Леонардо Ольгін Хосе Акасусо                   | 6–1, 6–3           |
| Поразка   | 4–7   | Чер 2000 | Німеччина F7, Трір                       | Ф'ючерс    | Ґрунт    | Дмитро Томашевич   | Боріс Бахерт Ларс Юбель                        | 6–4, 4–6, 5–7      |
| Перемога  | 5–7   | Сер 2000 | Сопот (Польща), Польща                   | Челленджер | Ґрунт    | Серхіо Ройтман     | Оскар Енандес Херман Пуентес Альканьїс         | 6–4, 6–2           |
| Перемога  | 6–7   | Вер 2000 | Будапешт, Угорщина                       | Челленджер | Ґрунт    | Серхіо Ройтман     | Давід Мікета Давід Шкох                        | 6–3, 6–3           |
| Поразка   | 6–8   | Лис 2000 | Буенос-Айрес, Аргентина                  | Челленджер | Ґрунт    | Серхіо Ройтман     | Лукас Арнольд Кер Пабло Альбано                | 3–6, 6–4, 2–6      |
| Перемога  | 7–8   | Тра 2001 | Загреб, Хорватія                         | Челленджер | Ґрунт    | Енцо Артоні        | Александар Кітінов Алешандре Сімоні            | 6–7(5–7), 6–4, 6–4 |
| Перемога  | 8–8   | Чер 2001 | Б'єлла, Італія                           | Челленджер | Ґрунт    | Енцо Артоні        | Массімо Бертоліні Крістіан Бранді              | 7–6(7–5), 4–6, 6–1 |
| Поразка   | 8–9   | Лип 2001 | Будайорш, Угорщина                       | Челленджер | Ґрунт    | Серхіо Ройтман     | Петр Дезорт Радомир Вашек                      | 3–6, 7–5, 6–7(6–8) |
| Поразка   | 8–10  | Сер 2001 | Рібейран-Прету, Бразилія                 | Челленджер | Ґрунт    | Серхіо Ройтман     | Адріану Феррейра Антоніо Пріето                | 1–6, 7–6(8–6), 4–6 |
| Перемога  | 9–10  | Кві 2002 | Туніс (місто), Туніс                     | Челленджер | Ґрунт    | Алекс Лопес Морон  | Девін Бовен Ешлі Фішер                         | 6–4, 7–6(8–6)      |
| Поразка   | 9–11  | Тра 2002 | Рим, Італія                              | Челленджер | Ґрунт    | Серхіо Ройтман     | Габріель Тріфу Володимир Волчков               | 1–6, 2–6           |
| Поразка   | 9–12  | Чер 2002 | Вайден (Верхній Пфальц), Німеччина       | Челленджер | Ґрунт    | Серхіо Ройтман     | Єнс Кніппшильд Душан Вемич                     | 6–7(5–7), 2–6      |
| Поразка   | 9–13  | Сер 2002 | Женева, Швейцарія                        | Челленджер | Ґрунт    | Орлін Станойчев    | Віктор Генеску Леонардо Ольгін                 | 6–1, 4–6, 4–6      |
| Перемога  | 10–13 | Вер 2002 | Ашаффенбург, Німеччина                   | Челленджер | Ґрунт    | Дієго дель Ріо     | Корнель Бардоцький Золтан Надь                 | 6–3, 3–6, 6–3      |
| Перемога  | 11–13 | Вер 2002 | Щецин, Польща                            | Челленджер | Ґрунт    | Хосе Акасусо       | Леош Фридль Давід Шкох                         | 6–4, 7–5           |
| Перемога  | 12–13 | Бер 2003 | Кальярі, Італія                          | Челленджер | Ґрунт    | Алекс Лопес Морон  | Хуан Ігнасіо Карраско Альберт Портас           | 5–7, 6–4, 7–5      |
| Поразка   | 12–14 | Тра 2003 | Кошиці, Словаччина                       | Челленджер | Ґрунт    | Алекс Лопес Морон  | Стівен Гасс Майлз Вейкфілд                     | 4–6, 3–6           |
| Поразка   | 12–15 | Чер 2003 | Лугано, Швейцарія                        | Челленджер | Ґрунт    | Алекс Лопес Морон  | Хуан-Мануль Бальсельс Хуан-Альберт Вілока-Пуїг | 4–6, 4–6           |
| Перемога  | 13–15 | Сер 2003 | Женева, Швейцарія                        | Челленджер | Ґрунт    | Алекс Лопес Морон  | Філіпп Пецшнер Еміліо Бенфеле Альварес         | 6–4, 5–7, 7–6(9–7) |
| Перемога  | 14–15 | Лис 2003 | Аргентина F6, Буенос-Айрес               | Ф'ючерс    | Ґрунт    | Ґуставо Маркассіо  | Дієго дель Ріо Себастьян Прієто                | 6–2, 6–7(2–7), 6–4 |

## Досягнення
| W | Ф | ПФ | ЧФ | #Р | КТ | К# | DNQ | A | NH |

### Парний розряд
| Турніри Великого шлему                 |     |     |     |        |      |     |
| Відкритий чемпіонат Австралії з тенісу | 1р  | 1р  | 1р  | 0 / 3  | 0–3  | 0%  |
| Відкритий чемпіонат Франції з тенісу   | 1р  | 3р  | 1р  | 0 / 3  | 2–3  | 40% |
| Вімблдонський турнір                   | 1р  | 1р  | 1р  | 0 / 3  | 0–3  | 0%  |
| Відкритий чемпіонат США з тенісу       | 2р  | 1р  | 1р  | 0 / 3  | 1–3  | 25% |
| В-П                                    | 1–4 | 2–4 | 0–4 | 0 / 12 | 3–12 | 20% |